# Vila Nova de Santo André
Vila Nova de Santo André is een stad en freguesia in de Portugese gemeente Santiago do Cacém in het district Setúbal. In 2001 was het inwonertal 10.696 op een oppervlakte van 74,32 km². Vila Nova de Santo André heeft sinds 26 augustus 2003 de status van stad (cidade).